# Dinarippiger
Dinarippiger is een geslacht van rechtvleugeligen uit de familie van de sabelsprinkhanen (Tettigoniidae). De wetenschappelijke naam van dit geslacht is voor het eerst voorgesteld door Josip Skejo, Niko Kasalo, Paolo Fontana en Nikola Tvrtković in een publicatie uit 2023.

## Soorten
Het geslacht Dinarippiger  is monotypisch en omvat de volgende soort:
- Dinarippiger discoidalis (Fieber, 1853) - Balkanzadelsprinkhaan